# Međugor
Međugor (en serbe cyrillique : Међугор) est un village de Serbie situé dans la municipalité de Sjenica, district de Zlatibor. Au recensement de 2011, il comptait 73 habitants.
Međugor est également connu sous le nom de Međugora.

## Démographie
La population de Međugor a connu des variations au fil des années, avec des chiffres enregistrés lors des recensements précédents (1948, 1953, 1961, 1971, 1981, 1991, 2002, 2011).
| 1948 | 1953 | 1961 | 1971 | 1981 | 1991 | 2002 | 2011 |
| ---- | ---- | ---- | ---- | ---- | ---- | ---- | ---- |
| 172  | 160  | 161  | 149  | 167  | 162  | 176  | 73   |

|  |